# Otto Bruderer
Otto Bruderer (Teufen 17 maart 1921 - Teufen 5 juli 1992), was een Zwitsers politicus.
Otto Bruderer bezocht de middelbare school in Teufen en volgde hierna een opleiding tot hoogbouwtechniker in Winterthur. Hij was hierna werkzaam voor het bouwonderneming van zijn vader welke hij in 1958 overnam.
Otto Bruderer was lid van de Vrijzinnig Democratische Partij van Appenzell Ausserrhoden (FDP A.Rh., afdeling van de federale Vrijzinnig Democratische Partij). Van 1955 tot 1961 was hij wethouder (Gemeinderat) te Teufen. Van 1962 tot 1967 was hij lid van de Kantonsraad van het kanton Appenzell Ausserrhoden.
Otto Bruderer was van 1967 tot 1980 lid van de Regeringsraad van het kanton Appenzell Ausserrhoden. Hij beheerde achtereenvolgens de departementen van Verzekeringswezen (1967-1980), Volksgezondheid (1967-1972) en Financiën (1972-1980). Van 1968 tot 1971, van 1972 tot 1975 en van 1978 tot 1980 was hij Regierend Landammann van het kanton Appenzell Ausserrhoden.
Van 1977 tot 1989 was hij voorzitter van de administratieve raad van de Säntis-Schwebe-Spoorweg. Daarnaast was hij lid van administratieve raden van andere spoorwegen en bouwondernemingen.
Hij overleed op 71-jarige leeftijd, op 5 juli 1992 in Teufen.
Otto Bruderer was luitenant-kolonel in het Zwitserse leger.